# Przyszycie macicy
Histeropeksja, przyszycie macicy (łac. hysteropexia) – zabieg przyszycia i ustalenia macicy; do powłok brzusznych (hysteropexia abdominalis) lub do ściany pochwy (hysteropexia vaginalis).